# Craig Walton
Craig Walton (Ulverstone, 10 de outubro de 1975) é um triatleta profissional australiano. 

## Carreira
Craig Walton competidor do ITU World Triathlon Series,. disputou os Jogos de Sydney 2000, ficando em 27º .